# Robert Ekelund
Pour les articles homonymes, voir Ekelund.
Robert Ekelund, né en 1940 à Galveston (Texas), États-Unis, et mort le 17 août 2023, est un économiste américain. Il est professeur d'économie à l'université d'Auburn en Alabama.
Ses principaux sujets de recherche ont porté sur l'histoire de la pensée économique, l'économie de la régulation, l'économie de la religion, la théorie des choix publics et le mercantilisme.

## Principaux ouvrages
- (en) Robert Ekelund et Robert Tollison, Mercantilism as a Rent-Seeking Society : Economic Regulations in a Historical Perspective, College Station, Texas, Texas A&M University Press, 1981, 169 p..  Les politiques publiques en matière de contrôle de l'économie en France et en Angleterre sont comparées. La thèse des auteurs est que la croissance a été plus faible en France où l'Etat a maintenu un contrôle étroit de la technologie, des franchises, et des guildes, ce qui a eu pour effet d'augmenter l'effet de rente[2],[3],[4].
- (en) Robert Ekelund et Edward O. Price, The Economics of Edwin Chadwick: Incentives Matter, Edward Elgar, 2012  Ce livre concerne l'œuvre économique de Edwin Chadwick, qui s'est intéressé au XIXe siècle aux questions des biens publics et des œuvres sociales[5],[6].
- (en) Robert Ekelund et Robert Tollison, Economic origins of Roman Christianity, College Station, Texas, The University of Chicago Press, 2011, 269 p..   L'ouvrage a fait l'objet de recensions critiques par Charles M. North[7] et John H. Elliott[8].
- (en) Robert Ekelund et Robert F. Hebert, A History of Economic Theory and Method (5th ed.), Long Grove, Illinois, Waveland Press, 2007, 637 p.  Il s'agit d'un livre très complet sur l'histoire de la pensée économique, pouvant servir à des étudiants[9].

- (en) Robert Ekelund et Robert F. Hebert, Robert D. Tollison, Gary M. Anderson, Audrey B. Davidson, Sacred Trust: The Medieval Church as an Economic Firm, New York, Oxford University Press, 1996, 224 p.  Les auteurs comparent l'Eglise catholique médiévale à une firme multinationale moderne, obtenant des profits grâce à une « attitude capitaliste monopolistique, créant des barrières à l'entrée de ses marchés et manipulant la demande grâce à l'innovation »[10]. Il explorent tous les types de revenus de l'Eglise, y compris les donations, taxes, loyers, frais de mariages, intérêts des prêts, franchises, indulgences. Ils expliquent que les croisades, loin de mettre les finances de l'Eglise en difficulté, étaient pour elle des opérations très profitables[11].

- (en) Robert Ekelund et Robert F. Hebert, Secret Origins of Modern Microeconomics: Dupuit and the Engineers, Chicago, University of Chicago Press, 1999, 468 p.  Robert Ekelund revient à sa thèse qui situe l'origine de la théorie microéconomique chez des ingénieurs français, en particulier Jules Dupuit, dans des articles publiés en 1844 et 1849[12].

- (en) Phil Gramm et Robert Ekelund et John Early, The Myth of American Inequality, Rowman & Littlefield Publishers, 2022, 264 p.  Cet ouvrage prend le contrepied de la théorie de Thomas Piketty sur l'augmentation des inégalités[13].